# Josef Horovitz
Josef Horovitz (Lębork, 26 luglio 1874 – Francoforte sul Meno, 5 febbraio 1931) è stato un orientalista tedesco di cultura ebraica.

## Biografia
Figlio di Markus Horovitz (1844–1910), un rabbino ortodosso di origine ungherese, Josef Horovitz studiò con Eduard Sachau nell'Università di Berlino e divenne docente in questo stesso Ateneo dal 1902.
Collaborò con Leone Caetani, assieme ad altri validi giovani studiosi, per la realizzazione dei primi volumi degli Annali dell'Islām (a lui va attribuita la sigla J. H.).
Dal 1907 al 1915, lavorò in India, nel Muhammedan Anglo-Oriental College ad Aligarh (in seguito Aligarh Muslim University) e studiò lingua araba su richiesta del governo indiano, diventando curatore della sezione dedicata alle iscrizioni islamiche. In tale veste curò la collezione Epigraphia Indo-Moslemica (1909–1912).
Dopo il suo ritorno in patria dal 1914 fino alla morte fu professore di Lingue semitiche presso il Seminario Orientale della Johann Wolfgang Goethe-Universität.
Fin dalla fondazione dell'Università Ebraica di Gerusalemme, Horovitz fu membro del suo Consiglio Scientifico e fondò in questo Ateneo il Dipartimento di Studi Orientali, di cui fu Direttore. Focalizzò l'attenzione dei suoi studi inizialmente sulla letteratura araba classica. Pubblicò delle Concordanze della prima poesia araba. Il suo lavoro principale fu un'esegesi del Corano, che però rimase incompiuta. Nei suoi Qur'anic Studies (1926), adottò un metodo linguistico per analizzare il linguaggio di Maometto e dei suoi seguaci, e condusse approfondimenti storici sui primi testi islamici (Hebrew Union College Annual 2, Cincinnati, 1925), mentre sul Paradiso musulmano (Gerusalemme, 1923) esaminò le relazioni tra Islam e Giudaismo. Il suo lavoro in India sotto la dominazione britannica apparve nel 1928 (Lipsia, BG Teubner) e abbracciava il periodo storico che andava dalla prima dinastia islamica di Delhi (Mamelucchi di Delhi) fino all'epoca di Gandhi.
Come risposta alla teoria di Ignaz Goldziher, secondo cui i ʾaḥādīth erano stati registrati non prima del II-III secolo del calendario islamico (IX-X secolo), Horovitz dimostrò che le raccolte e gli scritti relativi ai ʾḥadīth erano già una realtà nel primo quarto del II secolo E. (750-775).